# جريسيلدا بولوك
جريسيلدا بولوك (بالإنجليزية: Griselda Pollock)‏‏ (11 مارس 1949 في بلومفونتين - ) مؤرخة الفن، وأستاذة جامعية، وناقدة فنية، وكاتِبة من المملكة المتحدة.